# Leslie Howard
Leslie Howard Steiner (3. dubna 1893 – 1. června 1943) byl anglický herec a filmař. Napsal také mnoho příběhů a článků pro The New York Times, The New Yorker a Vanity Fair a byl jednou z největších britských filmových hvězd 30. let.
Howard, který působí v Británii i v Hollywoodu, se pravděpodobně nejvíc proslavil rolí Ashleye Wilkese ve filmu Jih proti Severu (1939). Hrál i v mnoha dalších pozoruhodných filmech, často role typických Angličanů; objevil se například ve filmech Berkeley Square (1933), Of Human Bondage (1934), The Scarlet Pimpernel (1934), The Petrified Forest (1936), Pygmalion (1936), Intermezzo ( 1939), „Pimpernel“ Smith (1941) a The First of the Few (1942). Byl nominován na Oscara pro nejlepšího herce za filmy Berkeley Square a Pygmalion.
Za druhé světové války dál hrál a filmařil. Působil v protiněmecké propagandě a podporoval spojence – dva roky po jeho smrti Britská filmová ročenka popsala Howardovu práci jako „jednu z nejcennějších stránek britské propagandy“. Říkalo se o něm, že pracoval pro britskou nebo spojeneckou zpravodajskou službu, což vyvolalo konspirační teorie o jeho smrti v roce 1943. Zemřel, když nacistické letectvo Luftwaffe u španělského pobřeží poblíž města A Coruña sestřelilo letadlo na lince BOAC Flight 777 přes Atlantik, ve kterém cestoval.